# Tournoi de clôture du championnat du Guatemala de football 2006
Navigation
Saison précédente Saison suivante
Le Tournoi Clausura 2006 est le quartozième tournoi saisonnier disputé au Guatemala.
C'est cependant la 61e fois que le titre de champion du Guatemala est remis en jeu.
Lors de ce tournoi, le CSD Municipal a conservé son titre de champion du Guatemala face aux neuf meilleurs clubs guatémaltèques.
Chacun des dix clubs participant était confronté deux fois aux neuf autres équipes. Puis les six meilleurs se sont affrontés lors d'une phase finale à la fin du tournoi.
Seulement une place était qualificative pour la Copa Interclubes UNCAF.

## Les 10 clubs participants
| \| Guatemala: CSD Comunicaciones CSD Municipal \ Antigua GFC Cobán Imperial Guatemala CD Heredia CD Jalapa Deportivo Marquense Guatemala Deportivo Petapa Deportivo Suchitepéquez Xelaju MC \| Localisation des clubs. |
| Guatemala: CSD Comunicaciones CSD Municipal \ Antigua GFC Cobán Imperial Guatemala CD Heredia CD Jalapa Deportivo Marquense Guatemala Deportivo Petapa Deportivo Suchitepéquez Xelaju MC                               |

Ce tableau présente les dix équipes qualifiées pour disputer le championnat 2005-2006. On y trouve le nom des clubs, le nom des stades dans lesquels ils évoluent ainsi que la capacité et la localisation de ces derniers.
| Club                    | Stade                                | Capacité | Ville             |
| Antigua GFC             | Stade Pensativo                      | 10 000   | Antigua Guatemala |
| Cobán Imperial          | Stade Verapaz                        | 15 000   | Cobán             |
| CSD Comunicaciones      | Stade Mateo Flores                   | 30 000   | Guatemala City    |
| CD Heredia              | Stade Julián Tesucún                 | 8 000    | San José          |
| CD Jalapa               | Stade Las Flores                     | 15 000   | Jalapa            |
| Deportivo Marquense     | Stade Marquesa de la Ensenada        | 10 000   | San Marcos        |
| CSD Municipal           | Stade Mateo Flores                   | 30 000   | Guatemala City    |
| Deportivo Petapa (en)   | Stade Municipal de San Miguel Petapa | 7 000    | San Miguel Petapa |
| Deportivo Suchitepéquez | Stade Carlos Salazar Hijo            | 12 000   | Mazatenango       |
| Xelaju MC               | Stade Mario Camposeco                | 11 000   | Quetzaltenango    |

## Compétition
Le tournoi Clausura se déroule de la même façon que les tournois saisonniers précédents, en deux phases :
- La phase de qualification : les vingt-deux journées de championnat.
- La phase finale : les matchs aller-retour allant des quarts de finale à la finale.

### Phase de qualification
Lors de la phase de qualification les dix équipes affrontent à deux reprises les neuf autres équipes selon un calendrier tiré aléatoirement.
Les deux meilleures équipes sont qualifiées directement pour les demi-finales et les quatre suivantes pour les quarts de finale.
Le classement est établi sur le barème de points classique (victoire à 3 points, match nul à 1, défaite à 0).
Le départage final se fait selon les critères suivants :
- Le nombre de points.
- La différence de buts générale.
- Le nombre de buts marqué.

#### Classement
| Rang | Équipe                  | Pts | J  | G  | N | P  | Bp | Bc | Diff |
| ---- | ----------------------- | --- | -- | -- | - | -- | -- | -- | ---- |
| 1    | CSD Municipal T         | 39  | 18 | 11 | 6 | 1  | 41 | 14 | +27  |
| 2    | Deportivo Marquense     | 33  | 18 | 10 | 3 | 5  | 33 | 23 | +10  |
| 3    | Deportivo Suchitepéquez | 28  | 18 | 8  | 4 | 6  | 21 | 21 | 0    |
| 4    | Xelaju MC               | 27  | 18 | 8  | 3 | 7  | 24 | 21 | +3   |
| 5    | CD Jalapa               | 26  | 18 | 7  | 5 | 6  | 16 | 21 | -5   |
| 6    | Cobán Imperial          | 25  | 18 | 6  | 7 | 5  | 27 | 24 | +3   |
| 7    | CD Heredia              | 21  | 18 | 6  | 3 | 9  | 19 | 24 | -5   |
| 8    | Deportivo Petapa (en) P | 19  | 18 | 5  | 4 | 9  | 19 | 23 | -4   |
| 9    | CSD Comunicaciones      | 16  | 18 | 4  | 4 | 10 | 18 | 31 | -13  |
| 10   | Antigua GFC             | 15  | 18 | 4  | 3 | 11 | 14 | 30 | -16  |

| Légende : Qualifications et relégations | Légende : Qualifications et relégations          |
| --------------------------------------- | ------------------------------------------------ |
|                                         | Qualifié pour les demi-finales                   |
|                                         | Qualifié pour les quarts de finale               |
|                                         | T Tenant du titre P Promu de la saison 2004-2005 |

#### Matchs
| Résultats (▼dom., ►ext.)                                   | Ant | Cob | Com | Her | Jal | Mar | Mun | Pet | Suc | Xel |
| Antigua GFC                                                |     | 0-2 | 1-0 | 3-0 | 0-0 | 3-2 | 0-2 | 3-0 | 1-1 | 1-3 |
| Cobán Imperial                                             | 1-1 |     | 4-1 | 1-0 | 3-2 | 1-2 | 0-0 | 2-0 | 1-1 | 1-0 |
| CSD Comunicaciones                                         | 1-0 | 1-1 |     | 2-1 | 2-0 | 0-3 | 1-3 | 1-1 | 1-2 | 2-1 |
| CD Heredia                                                 | 1-0 | 2-2 | 2-1 |     | 5-1 | 2-1 | 1-2 | 1-0 | 1-0 | 0-0 |
| CD Jalapa                                                  | 1-0 | 1-1 | 1-0 | 2-1 |     | 1-0 | 0-0 | 2-1 | 2-0 | 1-0 |
| Deportivo Marquense                                        | 4-0 | 4-2 | 2-0 | 1-1 | 2-1 |     | 1-1 | 2-1 | 1-0 | 2-1 |
| CSD Municipal                                              | 5-1 | 3-1 | 2-2 | 4-0 | 4-0 | 3-0 |     | 4-2 | 2-0 | 2-0 |
| Deportivo Petapa (en)                                      | 3-0 | 1-1 | 3-1 | 1-0 | 0-0 | 3-2 | 1-1 |     | 0-1 | 0-1 |
| Deportivo Suchitepéquez                                    | 1-0 | 3-2 | 2-0 | 1-0 | 1-1 | 2-2 | 2-1 | 0-2 |     | 3-2 |
| Xelaju MC                                                  | 3-0 | 2-1 | 2-2 | 2-1 | 1-0 | 1-2 | 2-2 | 1-0 | 2-1 |     |
| - Victoire à domicile - Match nul - Victoire à l'extérieur |     |     |     |     |     |     |     |     |     |     |

### Classement cumulatif
| Rang | Équipe                  | Pts | J  | G  | N  | P  | Bp | Bc | Diff |
| ---- | ----------------------- | --- | -- | -- | -- | -- | -- | -- | ---- |
| 1    | CSD Municipal C         | 77  | 36 | 22 | 11 | 3  | 76 | 28 | +48  |
| 2    | Deportivo Marquense     | 61  | 36 | 18 | 7  | 11 | 61 | 41 | +20  |
| 3    | Xelaju MC               | 59  | 36 | 18 | 5  | 13 | 55 | 43 | +12  |
| 4    | CSD Comunicaciones      | 51  | 36 | 14 | 9  | 13 | 56 | 59 | -3   |
| 5    | Deportivo Suchitepéquez | 51  | 36 | 15 | 6  | 15 | 46 | 53 | -7   |
| 6    | CD Jalapa               | 50  | 36 | 14 | 8  | 14 | 41 | 55 | -14  |
| 7    | CD Heredia              | 42  | 36 | 11 | 9  | 16 | 40 | 50 | -10  |
| 8    | Cobán Imperial          | 37  | 36 | 8  | 13 | 15 | 45 | 52 | -7   |
| 9    | Deportivo Petapa (en) P | 33  | 36 | 6  | 15 | 15 | 36 | 51 | -15  |
| 10   | Antigua GFC             | 33  | 36 | 8  | 9  | 19 | 35 | 59 | -24  |

| Légende : Qualifications et relégations | Légende : Qualifications et relégations                                   |
| --------------------------------------- | ------------------------------------------------------------------------- |
|                                         | Copa Interclubes UNCAF 2006 (en) (1er Tour)                               |
|                                         | Qualifié pour les barrages de promotion/relégation                        |
|                                         | Relégué en Primera División de Guatemala                                  |
|                                         | C Vainqueur des deux tournois de la saison P Promu de la saison 2004-2005 |

### Barrages de promotion/relégation
Les huitième et neuvième du championnat affrontent respectivement les troisième et deuxième de la Primera División de Guatemala. En cas d'égalité sur la somme des deux matchs, une prolongation et une séance de tirs au but ont éventuellement lieu.
| Club                  | Aller | Retour | Club                | Commentaire       |
| Cobán Imperial        | 1-2   | 1-0    | Deportivo Zacapa    | Tirs au but : 4-5 |
| Deportivo Petapa (en) | 1-2   | 1-0    | Deportivo Xinabajul | Tirs au but : 5-4 |

### La phase finale
Les six équipes qualifiées sont réparties dans le tableau final d'après leur classement général, le premier affrontant lors des demi-finales le vainqueur du quart opposant le quatrième au cinquième et le deuxième affrontant le vainqueur du quart opposant le troisième au sixième.
En cas d'égalité sur la somme des deux matchs, c'est l'équipe étant la mieux classé lors de la compétition régulière qui l'emporte à l'exception de la finale où une prolongation puis une séance de tirs au but ont éventuellement lieu.

#### Tableau
|  |                         |                     |                     |               |                         |     |   |            |            |            |            |               |     |   |        |        |        |        |        |  |  |
|  | 1/4 de finale           | 1/4 de finale       | 1/4 de finale       | 1/4 de finale | 1/4 de finale           |     |   | 1/2 finale | 1/2 finale | 1/2 finale | 1/2 finale | 1/2 finale    |     |   | Finale | Finale | Finale | Finale | Finale |  |  |
|  |                         |                     |                     |               |                         |     |   |            |            |            |            |               |     |   |        |        |        |        |        |  |  |
|  |                         |                     |                     |               |                         |     |   |            |            |            |            |               |     |   |        |        |        |        |        |  |  |
|  |                         |                     |                     |               |                         |     |   |            |            |            |            |               |     |   |        |        |        |        |        |  |  |
|  |                         |                     |                     |               |                         |     |   |            |            |            |            |               |     |   |        |        |        |        |        |  |  |
|  |                         |                     |                     |               |                         |     |   |            |            |            |            |               |     |   |        |        |        |        |        |  |  |
|  | CSD Municipal           | (1)                 | 1                   | 3             |                         |     |   |            |            |            |            |               |     |   |        |        |        |        |        |  |  |
|  | CSD Municipal           | (1)                 | 1                   | 3             |                         |     |   |            |            |            |            |               |     |   |        |        |        |        |        |  |  |
|  |                         |                     | Xelaju MC           | (4)           | 2                       | 1   |   |            |            |            |            |               |     |   |        |        |        |        |        |  |  |
|  | Xelaju MC               | (4)                 | Xelaju MC           | (4)           | 2                       | 1   | 1 | 2          |            |            |            |               |     |   |        |        |        |        |        |  |  |
|  | Xelaju MC               | (4)                 |                     |               |                         |     |   |            |            |            |            |               |     |   |        |        |        |        |        |  |  |
|  | CD Jalapa               | (5)                 | 0                   | 0             |                         |     |   |            |            |            |            |               |     |   |        |        |        |        |        |  |  |
|  | CD Jalapa               | (5)                 | 0                   | 0             |                         |     |   |            |            |            |            | CSD Municipal | (1) | 2 | 2      |        |        |        |        |  |  |
|  |                         |                     |                     |               |                         |     |   |            |            |            |            | CSD Municipal | (1) | 2 | 2      |        |        |        |        |  |  |
|  |                         | Deportivo Marquense | (2)                 | 0             | 1                       |     |   |            |            |            |            |               |     |   |        |        |        |        |        |  |  |
|  | Deportivo Suchitepéquez | Deportivo Marquense | (2)                 | 0             | 1                       | (3) | 0 | 4          |            |            |            |               |     |   |        |        |        |        |        |  |  |
|  | Deportivo Suchitepéquez |                     |                     |               |                         |     | 0 | 4          |            |            |            |               |     |   |        |        |        |        |        |  |  |
|  | Cobán Imperial          | (6)                 | 3                   | 0             |                         |     |   |            |            |            |            |               |     |   |        |        |        |        |        |  |  |
|  | Cobán Imperial          | (6)                 | 3                   | 0             | Deportivo Suchitepéquez | (3) | 0 | 0          |            |            |            |               |     |   |        |        |        |        |        |  |  |
|  |                         |                     |                     |               |                         | (3) | 0 | 0          |            |            |            |               |     |   |        |        |        |        |        |  |  |
|  |                         |                     | Deportivo Marquense | (2)           | 0                       | 1   |   |            |            |            |            |               |     |   |        |        |        |        |        |  |  |
|  |                         |                     |                     |               |                         | 1   |   |            |            |            |            |               |     |   |        |        |        |        |        |  |  |
|  |                         |                     |                     |               |                         |     |   |            |            |            |            |               |     |   |        |        |        |        |        |  |  |
|  |                         |                     |                     |               |                         |     |   |            |            |            |            |               |     |   |        |        |        |        |        |  |  |
|  |                         |                     |                     |               |                         |     |   |            |            |            |            |               |     |   |        |        |        |        |        |  |  |

#### Quarts de finale
| Club                    | Aller | Retour | Club           | Commentaire |
| Xelaju MC               | 1-0   | 2-0    | CD Jalapa      |             |
| Deportivo Suchitepéquez | 0-3   | 4-0    | Cobán Imperial |             |

#### Demi-finales
| Club                | Aller | Retour | Club                    | Commentaire |
| CSD Municipal       | 1-2   | 3-1    | Xelaju MC               |             |
| Deportivo Marquense | 0-0   | 1-0    | Deportivo Suchitepéquez |             |

#### Finale
| Match aller | Deportivo Marquense | 0:2 | CSD Municipal    | Stade Marquesa de la Ensenada |  |
| 7 juin 2006 |                     |     | Buteurs inconnus |                               |  |

| Match retour | CSD Municipal    | 2:1 | Deportivo Marquense | Stade Mateo Flores |  |
| 11 juin 2006 | Buteurs inconnus |     | Buteur inconnu      |                    |  |

## Bilan du tournoi
| Tournoi de clôture du championnat de football du Guatemala 2006 |                        |
| Champion                                                        | CSD Municipal          |
| Dauphin                                                         | Deportivo Marquense    |
| Coupes et trophées                                              |                        |
| Vainqueur Copa Centenario                                       | CD Jalapa              |
| Qualifications continentales                                    |                        |
| Copa Interclubes UNCAF 2006 (en) (Premier tour)                 | Deportivo Marquense    |
| Promotions et relégations                                       |                        |
| Promus en Liga Nacional de Guatemala                            | Deportivo Mictlán (en) |
| Promus en Liga Nacional de Guatemala                            | Deportivo Zacapa       |
| Relégués en Primera División de Guatemala                       | Antigua GFC            |
| Relégués en Primera División de Guatemala                       | Cobán Imperial         |